# НАМИ-РАФ
«НАМИ-РАФ» -  водородный автомобиль на основе микроавтобуса РАФ-2203. Проектировался и создавался в НАМИ начиная с 1976 года. Были проведены научно-исследовательские и опытно-конструкторские работы и разработан водородный двигатель внутреннего сгорания с системой питания, позволяющей работать на смеси водорода и бензина. На холостом ходу и малых нагрузках двигатель работал на водороде, по мере увеличения нагрузки производилась добавка бензина. В режиме максимальной нагрузки двигатель работал на бензине.

## Испытания
Начиная с 1979 года осуществлялись его лабораторно-дорожные испытания и опытная эксплуатация. Испытания автомобиля РАФ 22031, оснащенного бензоводородной системой питания, показали, что по сравнению с работой автомобиля только на бензине расход его снизился в 2,6 раза при одновременном улучшении топливной экономичности (кДж/100 км) на 28,2 %. Выброс токсичных компонентов в этом случае снижался по СО в 23 раза, по СН в 2,9 раза, по NO в 5,3 раза против норм 1980-1982 г.г. Средняя концентрация водорода за цикл составляла 14,6%.